# Henry Brooks Adams
Henry Brooks Adams (ur. 16 lutego 1838 w Bostonie, zm. 27 marca 1918 w Waszyngtonie) – amerykański historyk, pisarz i krytyk.

## Życiorys
Urodzony w Bostonie w jednej z najznamienitszych rodzin kraju (jego dziadek i pradziadek byli prezydentami Stanów Zjednoczonych). Był synem Charlesa Francisa Adamsa, dyplomaty, prawodawcy i pisarza oraz Abigail Brooks. Ojciec Henry'ego był potężną siłą w polityce krajowej i międzynarodowej, pełniąc funkcję kongresmena, kandydata na wiceprezydenta w 1848 r. i ministra swojego kraju w Wielkiej Brytanii podczas wojny secesyjnej. Był również często wymieniany jako potencjalny kandydat na prezydenta. Prezydenci, wysocy rangą dyplomaci i światowi przywódcy byli więc tak dobrze znani Adamsowi, jak ciocie, wujkowie i dziadkowie mniej uprzywilejowanej młodzieży.
Henry Adams ukończył studia na Harvardzie w 1858 r., a potem wyruszył w wielką podróż po Europie. W 1861 r. jego ojciec Charles Francis Adams został mianowany przez Lincolna ambasadorem Stanów Zjednoczonych w Anglii i Henry Adams towarzyszył mu jako prywatny sekretarz. W 1868 r. powrócił do USA, zamieszkał w Waszyngtonie i rozpoczął pracę dziennikarską. W 1870 r. został mianowany profesorem historii średniowiecznej na Harvardzie, i zajmował to stanowisko do przejścia na emeryturę w 1877 r. W latach 1889–1891 opublikował swoje główne dzieło: History of the United States (1801 to 1817), w 9 tomach.
Wydał też 2 powieści: Democracy została opublikowana anonimowo w 1880 r. i zdobyła natychmiastową popularność. Esther wyszła w 1884 r. pod pseudonimem Frances Snow Compton. W 1885 r. jego żona popełniła samobójstwo, odtąd wiele podróżował. W 1907 r. otrzymał nagrodę Pulitzera za swoją autobiografię (czytaną do dziś) The Education of Henry Adams. Od 1907 r. formułował proste modele analityczne poprzez ekstrapolację szeregów czasowych, wyprzedzając modele Insensona, Hartmana, Holtona czy Putnama.
W 1912 r. po udarze serca został inwalidą. Zmarł w 1918 r. w Waszyngtonie.

## Dzieła
- Democracy, 1880, proza
- Esther, 1884, proza
- History of the United States, 1889–1891, non-fiction
- Memoirs of Marau Taaroa, Last Queen of Tahiti, 1893, non-fiction
- Mont-Saint-Michel and Chartres, 1904, non-fiction
- The Education of Henry Adams, 1907, non-fiction